# رناتو آگوستو
رناتو سوارس دِ اولیویرا آگوستو (پرتغالی: Renato Soares de Oliveira Augusto؛ زادهٔ ۸ فوریهٔ ۱۹۸۸) که به صورت ساده با نام رناتو آگوستو شناخته می‌شود، بازیکن فوتبال اهل برزیل است.که در باشگاه فوتبال فلومیننزه در پست هافبک بازی می‌کند.
از باشگاه‌هایی که در آن بازی کرده‌است، می‌توان به کورینتیانس، فلامینگو، بایر لورکوزن و بیجینگ گوان اشاره کرد.
وی همچنین در تیم ملی فوتبال برزیل۳۲ بازی ملی انجام داده و ۶ گل به ثمر رسانده است.